# Wereldkampioenschappen beachvolleybal 2019 (vrouwen)
Het vrouwentoernooi van de wereldkampioenschappen beachvolleybal 2019 in Hamburg vond plaats van 28 juni tot en met 6 juli. De Canadezen Sarah Pavan en Melissa Humana-Paredes werden wereldkampioen ten koste van de Amerikanen Alexandra Klineman en April Ross. Het Australische duo Taliqua Clancy en Mariafe Artacho del Solar won de bronzen medaille door in de troostfinale het Zwitserse tweetal Nina Betschart en Tanja Hüberli te verslaan.

## Groepsfase
|  | Direct naar laatste 32 |
|  | Naar tussenronde       |

### Groep A
| # | Ploeg                 | Punten | Wedstrijden | Wedstrijden | Spelpunten | Spelpunten | Spelpunten | Sets | Sets | Sets  |
| # | Ploeg                 | Punten | W           | V           | W          | V          | Ratio      | W    | V    | Ratio |
| - | --------------------- | ------ | ----------- | ----------- | ---------- | ---------- | ---------- | ---- | ---- | ----- |
| 1 | Menegatti / Orsi Toth | 6      | 3           | 0           | 126        | 88         | 1,432      | 6    | 0    | MAX   |
| 2 | Ittlinger / Laboureur | 5      | 2           | 1           | 121        | 110        | 1,100      | 4    | 2    | 2,000 |
| 3 | McNamara / McNamara   | 4      | 1           | 2           | 118        | 116        | 1,017      | 2    | 4    | 0,500 |
| 4 | Michelle / Pati       | 3      | 0           | 3           | 75         | 126        | 0,595      | 0    | 6    | 0,000 |

| Datum   |                       | Score |                       | Set 1   | Set 2   | Set 3 |
| ------- | --------------------- | ----- | --------------------- | ------- | ------- | ----- |
| 28 juni | Ittlinger / Laboureur | 2 – 0 | Michelle / Pati       | 21 – 15 | 21 – 10 |       |
| 28 juni | Menegatti / Orsi Toth | 2 – 0 | McNamara / McNamara   | 21 – 18 | 21 – 15 |       |
| 29 juni | Ittlinger / Laboureur | 2 – 0 | McNamara / McNamara   | 22 – 20 | 25 – 23 |       |
| 29 juni | Menegatti / Orsi Toth | 2 – 0 | Michelle / Pati       | 21 – 11 | 21 – 12 |       |
| 1 juli  | Ittlinger / Laboureur | 0 – 2 | Menegatti / Orsi Toth | 17 – 21 | 15 – 21 |       |
| 1 juli  | McNamara / McNamara   | 2 – 0 | Michelle / Pati       | 21 – 13 | 21 – 14 |       |

### Groep B
| # | Ploeg                         | Punten | Wedstrijden | Wedstrijden | Spelpunten | Spelpunten | Spelpunten | Sets | Sets | Sets  |
| # | Ploeg                         | Punten | W           | V           | W          | V          | Ratio      | W    | V    | Ratio |
| - | ----------------------------- | ------ | ----------- | ----------- | ---------- | ---------- | ---------- | ---- | ---- | ----- |
| 1 | Graudina / Kravčenoka         | 6      | 3           | 0           | 126        | 91         | 1,385      | 6    | 0    | MAX   |
| 2 | Schützenhöfer / Plesiutschnig | 5      | 2           | 1           | 125        | 110        | 1,136      | 4    | 3    | 1,333 |
| 3 | Körtzinger / Schneider        | 4      | 1           | 2           | 124        | 147        | 0,844      | 3    | 5    | 0,600 |
| 4 | Kociołek / Wojtasik           | 3      | 0           | 3           | 113        | 140        | 0,807      | 1    | 6    | 0,167 |

| Datum   |                               | Score |                        | Set 1   | Set 2   | Set 3   |
| ------- | ----------------------------- | ----- | ---------------------- | ------- | ------- | ------- |
| 28 juni | Schützenhöfer / Plesiutschnig | 2 – 1 | Körtzinger / Schneider | 21 – 10 | 16 – 21 | 15 – 8  |
| 28 juni | Kociołek / Wojtasik           | 0 – 2 | Graudina / Kravčenoka  | 15 – 21 | 16 – 21 |         |
| 29 juni | Schützenhöfer / Plesiutschnig | 0 – 2 | Graudina / Kravčenoka  | 14 – 21 | 15 – 21 |         |
| 29 juni | Kociołek / Wojtasik           | 1 – 2 | Körtzinger / Schneider | 21 – 23 | 21 – 16 | 11 – 15 |
| 1 juli  | Schützenhöfer / Plesiutschnig | 2 – 0 | Kociołek / Wojtasik    | 23 – 21 | 21 – 8  |         |
| 1 juli  | Graudina / Kravčenoka         | 2 – 0 | Körtzinger / Schneider | 21 – 14 | 21 – 17 |         |

### Groep C
| # | Ploeg                  | Punten | Wedstrijden | Wedstrijden | Spelpunten | Spelpunten | Spelpunten | Sets | Sets | Sets  |
| # | Ploeg                  | Punten | W           | V           | W          | V          | Ratio      | W    | V    | Ratio |
| - | ---------------------- | ------ | ----------- | ----------- | ---------- | ---------- | ---------- | ---- | ---- | ----- |
| 1 | Heidrich / Vergé-Dépré | 6      | 3           | 0           | 136        | 103        | 1,320      | 6    | 1    | 6,000 |
| 2 | Bansley / Wilkerson    | 5      | 2           | 1           | 140        | 120        | 1,167      | 5    | 3    | 1,667 |
| 3 | Behrens / Tillmann     | 4      | 1           | 2           | 123        | 114        | 1,079      | 3    | 4    | 0,750 |
| 4 | Bausero / Rotti        | 3      | 0           | 3           | 64         | 126        | 0,508      | 0    | 6    | 0,000 |

| Datum   |                        | Score |                        | Set 1   | Set 2   | Set 3   |
| ------- | ---------------------- | ----- | ---------------------- | ------- | ------- | ------- |
| 29 juni | Bansley / Wilkerson    | 2 – 0 | Bausero / Rotti        | 21 – 8  | 21 – 7  |         |
| 29 juni | Behrens / Tillmann     | 0 – 2 | Heidrich / Vergé-Dépré | 17 – 21 | 11 – 21 |         |
| 30 juni | Bansley / Wilkerson    | 1 – 2 | Heidrich / Vergé-Dépré | 19 – 21 | 21 – 16 | 8 – 15  |
| 30 juni | Behrens / Tillmann     | 2 – 0 | Bausero / Rotti        | 21 – 11 | 21 – 11 |         |
| 2 juli  | Bansley / Wilkerson    | 2 – 1 | Behrens / Tillmann     | 14 – 21 | 21 – 19 | 15 – 13 |
| 2 juli  | Heidrich / Vergé-Dépré | 2 – 0 | Bausero / Rotti        | 21 – 15 | 21 – 12 |         |

### Groep D
| # | Ploeg                   | Punten | Wedstrijden | Wedstrijden | Spelpunten | Spelpunten | Spelpunten | Sets | Sets | Sets  |
| # | Ploeg                   | Punten | W           | V           | W          | V          | Ratio      | W    | V    | Ratio |
| - | ----------------------- | ------ | ----------- | ----------- | ---------- | ---------- | ---------- | ---- | ---- | ----- |
| 1 | Ana Patrícia / Rebecca  | 6      | 3           | 0           | 140        | 100        | 1,400      | 6    | 1    | 6,000 |
| 2 | Liliana / Elsa          | 5      | 2           | 1           | 130        | 113        | 1,150      | 4    | 3    | 1,333 |
| 3 | Bieneck / Schneider     | 4      | 1           | 2           | 142        | 127        | 1,118      | 4    | 4    | 1,000 |
| 4 | Nzayisenga / Hakizimana | 3      | 0           | 3           | 54         | 126        | 0,429      | 0    | 6    | 0,000 |

| Datum   |                        | Score |                         | Set 1   | Set 2   | Set 3   |
| ------- | ---------------------- | ----- | ----------------------- | ------- | ------- | ------- |
| 28 juni | Ana Patrícia / Rebecca | 2 – 0 | Nzayisenga / Hakizimana | 21 – 10 | 21 – 9  |         |
| 28 juni | Liliana / Elsa         | 2 – 1 | Bieneck / Schneider     | 21 – 18 | 19 – 21 | 15 – 13 |
| 30 juni | Ana Patrícia / Rebecca | 2 – 1 | Bieneck / Schneider     | 21 – 14 | 20 – 22 | 15 – 12 |
| 30 juni | Liliana / Elsa         | 2 – 0 | Nzayisenga / Hakizimana | 21 – 5  | 21 – 14 |         |
| 1 juli  | Ana Patrícia / Rebecca | 2 – 0 | Liliana / Elsa          | 21 – 18 | 21 – 15 |         |
| 1 juli  | Bieneck / Schneider    | 2 – 0 | Nzayisenga / Hakizimana | 21 – 12 | 21 – 4  |         |

### Groep E
| # | Ploeg             | Punten | Wedstrijden | Wedstrijden | Spelpunten | Spelpunten | Spelpunten | Sets | Sets | Sets  |
| # | Ploeg             | Punten | W           | V           | W          | V          | Ratio      | W    | V    | Ratio |
| - | ----------------- | ------ | ----------- | ----------- | ---------- | ---------- | ---------- | ---- | ---- | ----- |
| 1 | Borger / Sude     | 6      | 3           | 0           | 141        | 109        | 1,294      | 6    | 1    | 6,000 |
| 2 | Klineman / Ross   | 5      | 2           | 1           | 132        | 93         | 1,419      | 5    | 2    | 2,500 |
| 3 | Xue / Wang        | 4      | 1           | 2           | 96         | 111        | 0,865      | 2    | 4    | 0,500 |
| 4 | Mendoza / Lolette | 3      | 0           | 3           | 70         | 126        | 0,556      | 0    | 6    | 0,000 |

| Datum   |                 | Score |                   | Set 1   | Set 2   | Set 3   |
| ------- | --------------- | ----- | ----------------- | ------- | ------- | ------- |
| 29 juni | Klineman / Ross | 2 – 0 | Mendoza / Lolette | 21 – 8  | 21 – 7  |         |
| 29 juni | Borger / Sude   | 2 – 0 | Xue / Wang        | 21 – 15 | 21 – 18 |         |
| 30 juni | Klineman / Ross | 2 – 0 | Xue / Wang        | 21 – 10 | 21 – 11 |         |
| 30 juni | Borger / Sude   | 2 – 0 | Mendoza / Lolette | 21 – 14 | 21 – 14 |         |
| 1 juli  | Klineman / Ross | 1 – 2 | Borger / Sude     | 15 – 21 | 23 – 21 | 10 – 15 |
| 1 juli  | Xue / Wang      | 2 – 0 | Mendoza / Lolette | 21 – 13 | 21 – 14 |         |

### Groep F
| # | Ploeg                | Punten | Wedstrijden | Wedstrijden | Spelpunten | Spelpunten | Spelpunten | Sets | Sets | Sets  |
| # | Ploeg                | Punten | W           | V           | W          | V          | Ratio      | W    | V    | Ratio |
| - | -------------------- | ------ | ----------- | ----------- | ---------- | ---------- | ---------- | ---- | ---- | ----- |
| 1 | Ágatha / Duda        | 6      | 3           | 0           | 126        | 85         | 1,482      | 6    | 0    | MAX   |
| 2 | Wang / Xia           | 5      | 2           | 1           | 85         | 98         | 0,867      | 4    | 3    | 1,333 |
| 3 | Koshikawa / Murakami | 4      | 1           | 2           | 129        | 133        | 0,970      | 3    | 4    | 0,750 |
| 4 | Leila / Mailen       | 3      | 0           | 3           | 60         | 126        | 0,476      | 0    | 6    | 0,000 |

| Datum   |                      | Score |                      | Set 1   | Set 2   | Set 3   |
| ------- | -------------------- | ----- | -------------------- | ------- | ------- | ------- |
| 28 juni | Ágatha / Duda        | 2 – 0 | Leila / Mailen       | 21 – 15 | 21 – 12 |         |
| 28 juni | Wang / Xia           | 2 – 1 | Koshikawa / Murakami | 21 – 19 | 20 – 22 | 17 – 15 |
| 30 juni | Ágatha / Duda        | 2 – 0 | Koshikawa / Murakami | 21 – 13 | 21 – 18 |         |
| 30 juni | Wang / Xia           | 2 – 0 | Leila / Mailen       | –       | –       |         |
| 1 juli  | Ágatha / Duda        | 2 – 0 | Wang / Xia           | 21 – 16 | 21 – 11 |         |
| 1 juli  | Koshikawa / Murakami | 2 – 0 | Leila / Mailen       | 21 – 17 | 21 – 16 |         |

### Groep G
| # | Ploeg               | Punten | Wedstrijden | Wedstrijden | Spelpunten | Spelpunten | Spelpunten | Sets | Sets | Sets  |
| # | Ploeg               | Punten | W           | V           | W          | V          | Ratio      | W    | V    | Ratio |
| - | ------------------- | ------ | ----------- | ----------- | ---------- | ---------- | ---------- | ---- | ---- | ----- |
| 1 | Stubbe / van Iersel | 6      | 3           | 0           | 142        | 99         | 1,434      | 6    | 1    | 6,000 |
| 2 | Clancy / Artacho    | 5      | 2           | 1           | 128        | 97         | 1,320      | 4    | 2    | 2,000 |
| 3 | Sweat / Walsh       | 4      | 1           | 2           | 128        | 104        | 1,231      | 3    | 4    | 0,500 |
| 4 | Maita / Letendrie   | 3      | 0           | 3           | 28         | 126        | 0,222      | 0    | 6    | 0,000 |

| Datum   |                     | Score |                     | Set 1   | Set 2   | Set 3  |
| ------- | ------------------- | ----- | ------------------- | ------- | ------- | ------ |
| 28 juni | Clancy / Artacho    | 2 – 0 | Maita / Letendrie   | 21 – 5  | 21 – 6  |        |
| 28 juni | Sweat / Walsh       | 1 – 2 | Stubbe / van Iersel | 15 – 21 | 21 – 19 | 9 – 15 |
| 30 juni | Clancy / Artacho    | 0 – 2 | Stubbe / van Iersel | 19 – 21 | 22 – 24 |        |
| 30 juni | Sweat / Walsh       | 2 – 0 | Maita / Letendrie   | 21 – 2  | 21 – 2  |        |
| 1 juli  | Clancy / Artacho    | 2 – 0 | Sweat / Walsh       | 21 – 19 | 24 – 22 |        |
| 1 juli  | Stubbe / van Iersel | 2 – 0 | Maita / Letendrie   | 21 – 5  | 21 – 8  |        |

### Groep H
| # | Ploeg                | Punten | Wedstrijden | Wedstrijden | Spelpunten | Spelpunten | Spelpunten | Sets | Sets | Sets  |
| # | Ploeg                | Punten | W           | V           | W          | V          | Ratio      | W    | V    | Ratio |
| - | -------------------- | ------ | ----------- | ----------- | ---------- | ---------- | ---------- | ---- | ---- | ----- |
| 1 | Keizer / Meppelink   | 6      | 3           | 0           | 126        | 77         | 1,636      | 6    | 0    | MAX   |
| 2 | Betschart / Hüberli  | 5      | 2           | 1           | 120        | 99         | 1,212      | 4    | 2    | 2,000 |
| 3 | Laird / Palmer       | 4      | 1           | 2           | 104        | 108        | 0,963      | 2    | 4    | 0,500 |
| 4 | Radwan / el-Ghobashy | 3      | 0           | 3           | 60         | 126        | 0,476      | 0    | 6    | 0,000 |

| Datum   |                     | Score |                      | Set 1   | Set 2   | Set 3 |
| ------- | ------------------- | ----- | -------------------- | ------- | ------- | ----- |
| 28 juni | Keizer / Meppelink  | 2 – 0 | Radwan / el-Ghobashy | 21 – 7  | 21 – 6  |       |
| 28 juni | Betschart / Hüberli | 2 – 0 | Laird / Palmer       | 21 – 15 | 21 – 19 |       |
| 30 juni | Keizer / Meppelink  | 2 – 0 | Laird / Palmer       | 21 – 16 | 21 – 12 |       |
| 30 juni | Betschart / Hüberli | 2 – 0 | Radwan / el-Ghobashy | 21 – 11 | 21 – 12 |       |
| 2 juli  | Keizer / Meppelink  | 2 – 0 | Betschart / Hüberli  | 21 – 18 | 21 – 18 |       |
| 2 juli  | Laird / Palmer      | 2 – 0 | Radwan / el-Ghobashy | 21 – 11 | 21 – 13 |       |

### Groep I
| # | Ploeg                  | Punten | Wedstrijden | Wedstrijden | Spelpunten | Spelpunten | Spelpunten | Sets | Sets | Sets  |
| # | Ploeg                  | Punten | W           | V           | W          | V          | Ratio      | W    | V    | Ratio |
| - | ---------------------- | ------ | ----------- | ----------- | ---------- | ---------- | ---------- | ---- | ---- | ----- |
| 1 | Pavan / Humana-Paredes | 6      | 3           | 0           | 157        | 127        | 1,236      | 6    | 2    | 3,000 |
| 2 | Sponcil / Claes        | 5      | 2           | 1           | 141        | 102        | 1,382      | 5    | 2    | 2,500 |
| 3 | Oekolova / Birlova     | 4      | 1           | 2           | 117        | 128        | 0,914      | 3    | 4    | 0,750 |
| 4 | Yuli / Diana           | 3      | 0           | 3           | 68         | 126        | 0,540      | 0    | 6    | 0,000 |

| Datum   |                        | Score |                    | Set 1   | Set 2   | Set 3   |
| ------- | ---------------------- | ----- | ------------------ | ------- | ------- | ------- |
| 29 juni | Pavan / Humana-Paredes | 2 – 0 | Yuli / Diana       | 21 – 6  | 21 – 13 |         |
| 29 juni | Sponcil / Claes        | 2 – 0 | Oekolova / Birlova | 21 – 8  | 21 – 16 |         |
| 30 juni | Pavan / Humana-Paredes | 2 – 1 | Oekolova / Birlova | 18 – 21 | 21 – 17 | 15 – 13 |
| 30 juni | Sponcil / Claes        | 2 – 0 | Yuli / Diana       | 21 – 8  | 21 – 9  |         |
| 2 juli  | Pavan / Humana-Paredes | 2 – 1 | Sponcil / Claes    | 22 – 24 | 21 – 17 | 18 – 16 |
| 2 juli  | Oekolova / Birlova     | 2 – 0 | Yuli / Diana       | 21 – 18 | 21 – 14 |         |

### Groep J
| # | Ploeg                   | Punten | Wedstrijden | Wedstrijden | Spelpunten | Spelpunten | Spelpunten | Sets | Sets | Sets  |
| # | Ploeg                   | Punten | W           | V           | W          | V          | Ratio      | W    | V    | Ratio |
| - | ----------------------- | ------ | ----------- | ----------- | ---------- | ---------- | ---------- | ---- | ---- | ----- |
| 1 | Kozuch / Ludwig         | 5      | 2           | 1           | 129        | 102        | 1,265      | 5    | 2    | 2,500 |
| 2 | Maria Antonelli / Carol | 5      | 2           | 1           | 143        | 116        | 1,233      | 5    | 3    | 1,667 |
| 3 | Larsen / Stockman       | 5      | 2           | 1           | 129        | 113        | 1,142      | 4    | 3    | 1,333 |
| 4 | Nnoruga / Franco        | 3      | 0           | 3           | 56         | 126        | 0,444      | 0    | 6    | 0,000 |

| Datum   |                         | Score |                   | Set 1   | Set 2   | Set 3   |
| ------- | ----------------------- | ----- | ----------------- | ------- | ------- | ------- |
| 28 juni | Maria Antonelli / Carol | 2 – 0 | Nnoruga / Franco  | 21 – 11 | 21 – 7  |         |
| 28 juni | Larsen / Stockman       | 0 – 2 | Kozuch / Ludwig   | 19 – 21 | 15 – 21 |         |
| 30 juni | Maria Antonelli / Carol | 2 – 1 | Kozuch / Ludwig   | 13 – 21 | 21 – 13 | 15 – 11 |
| 30 juni | Larsen / Stockman       | 2 – 0 | Nnoruga / Franco  | 21 – 6  | 21 – 13 |         |
| 2 juli  | Maria Antonelli / Carol | 1 – 2 | Larsen / Stockman | 22 – 24 | 21 – 14 | 9 – 15  |
| 2 juli  | Kozuch / Ludwig         | 2 – 0 | Nnoruga / Franco  | 21 – 10 | 21 – 9  |         |

### Groep K
| # | Ploeg                    | Punten | Wedstrijden | Wedstrijden | Spelpunten | Spelpunten | Spelpunten | Sets | Sets | Sets  |
| # | Ploeg                    | Punten | W           | V           | W          | V          | Ratio      | W    | V    | Ratio |
| - | ------------------------ | ------ | ----------- | ----------- | ---------- | ---------- | ---------- | ---- | ---- | ----- |
| 1 | Makrogoezova / Cholomina | 5      | 2           | 1           | 136        | 112        | 1,214      | 5    | 2    | 2,500 |
| 2 | Hughes / Ross            | 5      | 2           | 1           | 128        | 127        | 1,008      | 4    | 3    | 1,333 |
| 3 | Gallay / Pereyra         | 4      | 1           | 2           | 135        | 146        | 0,925      | 3    | 5    | 0,600 |
| 4 | Zeng / Lin               | 4      | 1           | 2           | 100        | 114        | 0,877      | 2    | 4    | 0,500 |

| Datum   |                          | Score |                          | Set 1   | Set 2   | Set 3   |
| ------- | ------------------------ | ----- | ------------------------ | ------- | ------- | ------- |
| 29 juni | Hughes / Ross            | 2 – 1 | Gallay / Pereyra         | 21 – 18 | 15 – 21 | 16 – 14 |
| 29 juni | Makrogoezova / Cholomina | 2 – 0 | Zeng / Lin               | 21 – 15 | 21 – 11 |         |
| 1 juli  | Hughes / Ross            | 2 – 0 | Zeng / Lin               | 21 – 19 | 21 – 13 |         |
| 1 juli  | Makrogoezova / Cholomina | 1 – 2 | Gallay / Pereyra         | 21 – 15 | 17 – 21 | 14 – 16 |
| 2 juli  | Hughes / Ross            | 0 – 2 | Makrogoezova / Cholomina | 16 – 21 | 18 – 21 |         |
| 2 juli  | Zeng / Lin               | 2 – 0 | Gallay / Pereyra         | 21 – 12 | 21 – 18 |         |

### Groep L
| # | Ploeg               | Punten | Wedstrijden | Wedstrijden | Spelpunten | Spelpunten | Spelpunten | Sets | Sets | Sets  |
| # | Ploeg               | Punten | W           | V           | W          | V          | Ratio      | W    | V    | Ratio |
| - | ------------------- | ------ | ----------- | ----------- | ---------- | ---------- | ---------- | ---- | ---- | ----- |
| 1 | Bárbara / Fernanda  | 6      | 3           | 0           | 126        | 86         | 1,465      | 6    | 0    | MAX   |
| 2 | Štrbová / Dubovcová | 5      | 2           | 1           | 112        | 97         | 1,155      | 4    | 2    | 2,000 |
| 3 | Lahti / Parkkinen   | 4      | 1           | 2           | 104        | 104        | 1,000      | 2    | 4    | 0,500 |
| 4 | Revuelta / Orellana | 3      | 0           | 3           | 71         | 126        | 0,564      | 0    | 6    | 0,000 |

| Datum   |                     | Score |                     | Set 1   | Set 2   | Set 3 |
| ------- | ------------------- | ----- | ------------------- | ------- | ------- | ----- |
| 28 juni | Bárbara / Fernanda  | 2 – 0 | Revuelta / Orellana | 21 – 14 | 21 – 12 |       |
| 28 juni | Lahti / Parkkinen   | 0 – 2 | Štrbová / Dubovcová | 19 – 21 | 11 – 21 |       |
| 1 juli  | Bárbara / Fernanda  | 2 – 0 | Štrbová / Dubovcová | 21 – 15 | 21 – 13 |       |
| 1 juli  | Lahti / Parkkinen   | 2 – 0 | Revuelta / Orellana | 21 – 11 | 21 – 9  |       |
| 2 juli  | Bárbara / Fernanda  | 2 – 0 | Lahti / Parkkinen   | 21 – 15 | 21 – 17 |       |
| 2 juli  | Štrbová / Dubovcová | 2 – 0 | Revuelta / Orellana | 21 – 16 | 21 – 9  |       |

### Tussenronde
| Datum  |                        | Score |                     | Set 1   | Set 2   | Set 3   |
| ------ | ---------------------- | ----- | ------------------- | ------- | ------- | ------- |
| 2 juli | Koshikawa / Murakami   | 0 – 2 | Xue / Wang          | 15 – 21 | 10 – 21 |         |
| 2 juli | Oekolova / Birlova     | 2 – 1 | Laird / Palmer      | 19 – 21 | 21 – 13 | 15 – 13 |
| 2 juli | Gallay / Pereyra       | 2 – 1 | Lahti / Parkkinen   | 21 – 17 | 13 – 21 | 15 – 13 |
| 2 juli | Körtzinger / Schneider | 2 – 0 | McNamara / McNamara | 21 – 19 | 21 – 16 |         |

## Knockoutfase

### Finales
| Finale |                        |    |    |  |
|        |                        |    |    |  |
| 9      | Pavan / Humana-Paredes | 23 | 23 |  |
| 5      | Klineman / Ross        | 21 | 21 |  |

| Troostfinale |                     |    |    |  |
|              |                     |    |    |  |
| 17           | Betschart / Hüberli | 18 | 20 |  |
| 7            | Clancy / Artacho    | 21 | 22 |  |

### Bovenste helft
| Zestiende finale | Zestiende finale              | Zestiende finale | Zestiende finale | Zestiende finale |  |    | Achtste finale         | Achtste finale         | Achtste finale | Achtste finale | Achtste finale |  |  | Kwartfinale | Kwartfinale            | Kwartfinale | Kwartfinale | Kwartfinale |  |  | Halve finale | Halve finale           | Halve finale | Halve finale | Halve finale |
|                  |                               |                  |                  |                  |  |    |                        |                        |                |                |                |  |  |             |                        |             |             |             |  |  |              |                        |              |              |              |
| 24               | Menegatti / Orsi Toth         | 24               | 21               | 16               |  |    |                        |                        |                |                |                |  |  |             |                        |             |             |             |  |  |              |                        |              |              |              |
| 38               | Gallay / Pereyra              | 26               | 17               | 14               |  |    | 24                     | Menegatti / Orsi Toth  | 26             | 21             |                |  |  |             |                        |             |             |             |  |  |              |                        |              |              |              |
| 1                | Ittlinger / Laboureur         | 21               | 19               | 10               |  | 16 | Sponcil / Claes        | 24                     | 16             |                |                |  |  |             |                        |             |             |             |  |  |              |                        |              |              |              |
| 16               | Sponcil / Claes               | 19               | 21               | 15               |  |    |                        |                        |                |                |                |  |  | 24          | Menegatti / Orsi Toth  | 12          | 12          |             |  |  |              |                        |              |              |              |
| 9                | Pavan / Humana-Paredes        | 21               | 21               |                  |  |    |                        |                        |                |                |                |  |  | 9           | Pavan / Humana-Paredes | 21          | 21          |             |  |  |              |                        |              |              |              |
| 19               | Wang / Xia                    | 18               | 13               |                  |  |    | 9                      | Pavan / Humana-Paredes | 21             | 18             | 15             |  |  |             |                        |             |             |             |  |  |              |                        |              |              |              |
| 15               | Larsen / Stockman             | 17               | 21               | 13               |  | 8  | Keizer / Meppelink     | 18                     | 21             | 9              |                |  |  |             |                        |             |             |             |  |  |              |                        |              |              |              |
| 8                | Keizer / Meppelink            | 21               | 13               | 15               |  |    |                        |                        |                |                |                |  |  |             |                        |             |             |             |  |  | 9            | Pavan / Humana-Paredes | 23           | 17           | 19           |
| 20               | Borger / Sude                 | 19               | 21               | 15               |  |    |                        |                        |                |                |                |  |  |             |                        |             |             |             |  |  | 17           | Betschart / Hüberli    | 21           | 21           | 17           |
| 22               | Behrens / Tillmann            | 21               | 17               | 13               |  |    | 20                     | Borger / Sude          | 21             | 17             | 11             |  |  |             |                        |             |             |             |  |  |              |                        |              |              |              |
| 2                | Schützenhöfer / Plesiutschnig | 16               | 16               |                  |  | 12 | Bárbara / Fernanda     | 10                     | 21             | 15             |                |  |  |             |                        |             |             |             |  |  |              |                        |              |              |              |
| 12               | Bárbara / Fernanda            | 21               | 21               |                  |  |    |                        |                        |                |                |                |  |  | 12          | Bárbara / Fernanda     | 21          | 13          | 13          |  |  |              |                        |              |              |              |
| 17               | Betschart / Hüberli           | 16               | 21               | 16               |  |    |                        |                        |                |                |                |  |  | 17          | Betschart / Hüberli    | 19          | 21          | 15          |  |  |              |                        |              |              |              |
| 36               | Štrbová / Dubovcová           | 21               | 16               | 14               |  |    | 17                     | Betschart / Hüberli    | 19             | 21             | 15             |  |  |             |                        |             |             |             |  |  |              |                        |              |              |              |
| 29               | Xue / Wang                    | 11               | 13               |                  |  | 4  | Ana Patrícia / Rebecca | 21                     | 15             | 12             |                |  |  |             |                        |             |             |             |  |  |              |                        |              |              |              |
| 4                | Ana Patrícia / Rebecca        | 21               | 21               |                  |  |    |                        |                        |                |                |                |  |  |             |                        |             |             |             |  |  |              |                        |              |              |              |

### Onderste helft
1997 ·
1999 ·
2001 ·
2003 ·
2005 ·
2007 ·
2009 ·
2011 ·
2013 ·
2015 ·
2017 ·
2019 ·
2022 ·
2023